# BMW R1250 GS
La BMW R1250 GS  e la BMW R1250 GS Adventure sono una famiglia di motociclette prodotte dalla casa motociclistica tedesca BMW a partire dal 2019.

## Profilo e contesto
Il modello R1250 GS è una evoluzione della R1200 GS.
Come tutti i modelli della serie R, è alimentato da un motore boxer e viene assemblata presso lo stabilimento BMW di Berlino a Spandau. La moto è stata annunciata in un comunicato stampa il 17 settembre 2018 e presentata ufficialmente il 3 ottobre 2018 alla fiera Intermot di Colonia. La 1250 è la quinta generazione della serie GS con motore boxer, che viene costruita a partire dal 1980.

## Tecnica
La 1250 "GS" (abbreviazione di Gelände-Straße, ovvero Fuoristrada/Strada) rappresenta l'ideale evoluzione del modello precedente dal quale si differenzia, oltre per l'accresciuta cubatura a 1254 cm³, con numerose modifiche al motore bialbero con 4 valvole per cilindro e per la prima volta un sistema di fasatura variabile delle valvole(VVT), modifiche che portano la potenza a 136 cavalli (100 kW) a 7750 giri/min e 143 Nm a 6250 giri/min, con un risparmio di carburante del 4%.
Il motore ha un alesaggio di 102,5 mm e una corsa di 76 mm di corsa. 
Riviste anche le geometrie delle sospensioni Paralever e Telelever.